# Frank Teruggi
Frank Teruggi Jr. (Des Plaines, 14 marzo 1949 – Santiago del Cile, 20 settembre 1973) è stato un giornalista statunitense, studente e membro degli Industrial Workers of the World di Chicago. Divenne una delle vittime del golpe militare che il generale Augusto Pinochet, l'11 settembre 1973, compì contro il presidente socialista in carica Salvador Allende.
Una corte cilena, nel 2014, ha stabilito che gli Stati Uniti ebbero un ruolo chiave nell'omicidio di Teruggi.

## Biografia
Diplomatosi alla Notre Dame High School di Niles, si trasferisce in California per frequentare la California Institute of Technology, dove contribuisce a fondare gli "Studenti per una Società Democratica" (SDS) mentre più tardi si trasferì all'Università di Berkeley.
Secondo la sorella, Frank era poco interessato alla politica, ben di più alla difesa dei diritti dei più deboli.
Venne etichettato come "sovversivo" dall'FBI durante l'amministrazione Nixon.
Nel 1972 si trasferisce all'Università del Cile, per studiare la rivoluzione sociale in atto al tempo nel paese latino americano.

## Settembre 1973
L'11 settembre 1973 il palazzo presidenziale cileno venne bombardato e il presidente Salvador Allende morì a causa di un colpo di stato guidato dal generale Augusto Pinochet, che impose un regime militare. La morte di Teruggi, così come la morte del collega giornalista Charles Horman, fecero parte dell'ondata di omicidi, torture e rapimenti che seguirono a tale evento.

## Arresto e morte
Il 20 settembre 1973, nove giorni dopo il colpo di stato, Frank Teruggi e l'amico David Hathaway vennero sequestrati dai militari cileni nella casa comune dove vivevano e portati allo Stadio Nazionale di Santiago, trasformato in un campo di concentramento ad hoc, in cui prigionieri furono interrogati, torturati e, molti di essi, giustiziati. Hathaway venne, per ragioni sconosciute, successivamente rilasciato.
Riguardo Teruggi, inizialmente i funzionari dell'ambasciata statunitense a Santiago fornirono false informazioni sul suo rimpatrio negli Stati Uniti. Il suo corpo venne riconosciuto due settimane dopo in un obitorio cileno tra i "corpi non identificati" delle vittime del regime. La salma presentava segni di tortura e di colpi d'arma da fuoco.

## Rappresentazioni del caso in libri, film e televisione
Il libro The execution of Charles Horman: an American Sacrifice, scritto nel 1978 da Thomas Hauser racconta in parte la storia di Teruggi.
Nel film tratto dal libro, Missing (1982), diretto dal regista greco Costa-Gavras, Teruggi viene rappresentato come collaboratore di un piccolo giornale, amico di Charles Horman. Quest'ultimo aveva parlato con diversi agenti statunitensi i quali avevano assistito i golpisti militari cileni prima e dopo il colpo di stato. Il film sostiene che la scoperta da parte di Horman della complicità americana nel colpo di stato abbia portato al suo rapimento e alla sua esecuzione. 
La storia di Teruggi viene anch'essa raccontata, con la sua sorte finale riportata al padre ed alla moglie di Horman da David Hathaway i quali, nel prosieguo delle loro ricerche, ne ritroveranno la salma in un magazzino. Teruggi è stato interpretato dall'attore Joe Regalbuto.
Quando il film venne distribuito dalla Universal Studios, Nathaniel Davis, ambasciatore degli Stati Uniti in Cile nel periodo 1971-1973, presentò una querela per diffamazione, corredata dalla richiesta di risarcimento di centocinquanta milioni di dollari, nei confronti del regista e dello studio, anche se nel film egli non venne nominato direttamente (mentre venne nominato nel libro). Il tribunale respinse la causa di Davis. Il film è stato tolto dal mercato durante la causa, ma è stato riedito dopo la chiusura della stessa.

## Nota del Dipartimento di Stato
Per molti anni a seguire, il governo degli Stati Uniti ha sempre fermamente sostenuto che, all'epoca dei fatti, non era a conoscenza di rapimenti, torture ed uccisioni di cittadini statunitensi in Cile. Fu solo nell'ottobre 1999 che il presidente Bill Clinton ordinò la pubblicazione di un documento che ammetteva il coinvolgimento di agenti dei servizi segreti statunitensi nella morte dei due giornalisti connazionali. In esso si racconta come la CIA fornì l'indirizzo cileno di Teruggi all'FBI. Tale nota, datata 25 agosto 1976, fu scritta da tre funzionari del Dipartimento di Stato degli Stati Uniti (Rudy Fimbres, R.S. Driscolle e W.V. Robertson) e rivolta a Harry Shlaudeman, alto funzionario della divisione latinoamericana del dipartimento. Fu declassificata l'8 ottobre 1999, insieme ad altri 1.100 documenti pubblicati da varie agenzie statunitensi che trattavano principalmente degli anni che precedettero il colpo di stato militare.

## Accuse del 2011
Il 29 novembre 2011, il giudice cileno Jorge Zepeda ha accusato Ray E. Davis, comandante del gruppo militare statunitense in Cile durante il colpo di stato, Pedro Espinoza, un generale cileno, e Rafael González Verdugo, un membro dei servizi segreti dell'esercito cileno, degli omicidi di Frank Teruggi e Charles Horman. Teruggi e Horman furono tra le 40.000 persone che vennero detenute nello Stadio. Nel 2012, la Corte Suprema del Cile ha approvato una richiesta di estradizione per Davis. Fino all'11 settembre 2013, gli Stati Uniti non avevano ricevuto tale richiesta. Davis, che visse segretamente in Cile, è morto in una casa di cura di Santiago nel 2013.
Nel 2015 il tribunale ha condannato Espinoza a sette anni e Verdugo a due. La Corte Suprema del Cile ha, tuttavia, riesaminato il caso nel 2016 e ha aumentato in modo significativo le condanne: quindici anni per Espinoza e tre anni per Verdugo. Inoltre, fu loro imposto di pagare 196.000 dollari alla vedova di Horman e 151.000 dollari alla sorella di Teruggi.
L'Università del Cile ha concesso a Teruggi una laurea ad honorem.
Il dipartimento radiofonico della CalTech concede ogni anno ad uno studente un premio dedicato a Frank Teruggi.